# 欧洛斯利斯考
欧洛斯利斯考，是匈牙利包尔绍德-奥包乌伊-曾普伦州所辖的一个村。总面积39.49平方公里，总人口1682，人口密度42.6人/平方公里（2011年1月1日）。